# Mihailo Lalić
Mihailo Lalić (sârbă: Михаило Лалић) (n. 7 octombrie 1914 - d. 30 decembrie 1992) a fost un romancier menționat în literatura sârbă și muntenegreană. El este considerat ca fiind printre cei mai mari scriitori muntenegreni.